# Nożynko (jezioro)
Nożynko – jezioro w woj. pomorskim, w powiecie bytowskim, w gminie Czarna Dąbrówka, leżące na terenie Wysoczyzny Polanowskiej.

## Dane morfometryczne
Powierzchnia zwierciadła wody wynosi 7,5 ha.
Zwierciadło wody położone jest na wysokości 96,6 m n.p.m.